# Marzagão (Carrazeda de Ansiães)
Marzagão é uma povoação portuguesa sede da Freguesia de Marzagão do Município de Carrazeda de Ansiães, freguesia com 16,22 km² de área e 293 habitantes (censo de 2021), tendo, por isso, uma densidade populacional de 18,1 hab./km².

## Demografia
A população registada nos censos foi:
| Distribuição da População por Grupos Etários | Distribuição da População por Grupos Etários | Distribuição da População por Grupos Etários | Distribuição da População por Grupos Etários | Distribuição da População por Grupos Etários |
| -------------------------------------------- | -------------------------------------------- | -------------------------------------------- | -------------------------------------------- | -------------------------------------------- |
| Ano                                          | 0-14 Anos                                    | 15-24 Anos                                   | 25-64 Anos                                   | > 65 Anos                                    |
| 2001                                         | 44                                           | 34                                           | 160                                          | 82                                           |
| 2011                                         | 36                                           | 34                                           | 165                                          | 80                                           |
| 2021                                         | 34                                           | 22                                           | 141                                          | 96                                           |